# Ludovico III di Baviera
Ludovico III di Baviera (Ludwig von Wittelsbach), a volte citato come Luigi III, (Monaco di Baviera, 7 gennaio 1845 – Sárvár, 18 ottobre 1921) fu re di Baviera dal 1913 al 1918.

## Biografia

### Giovinezza

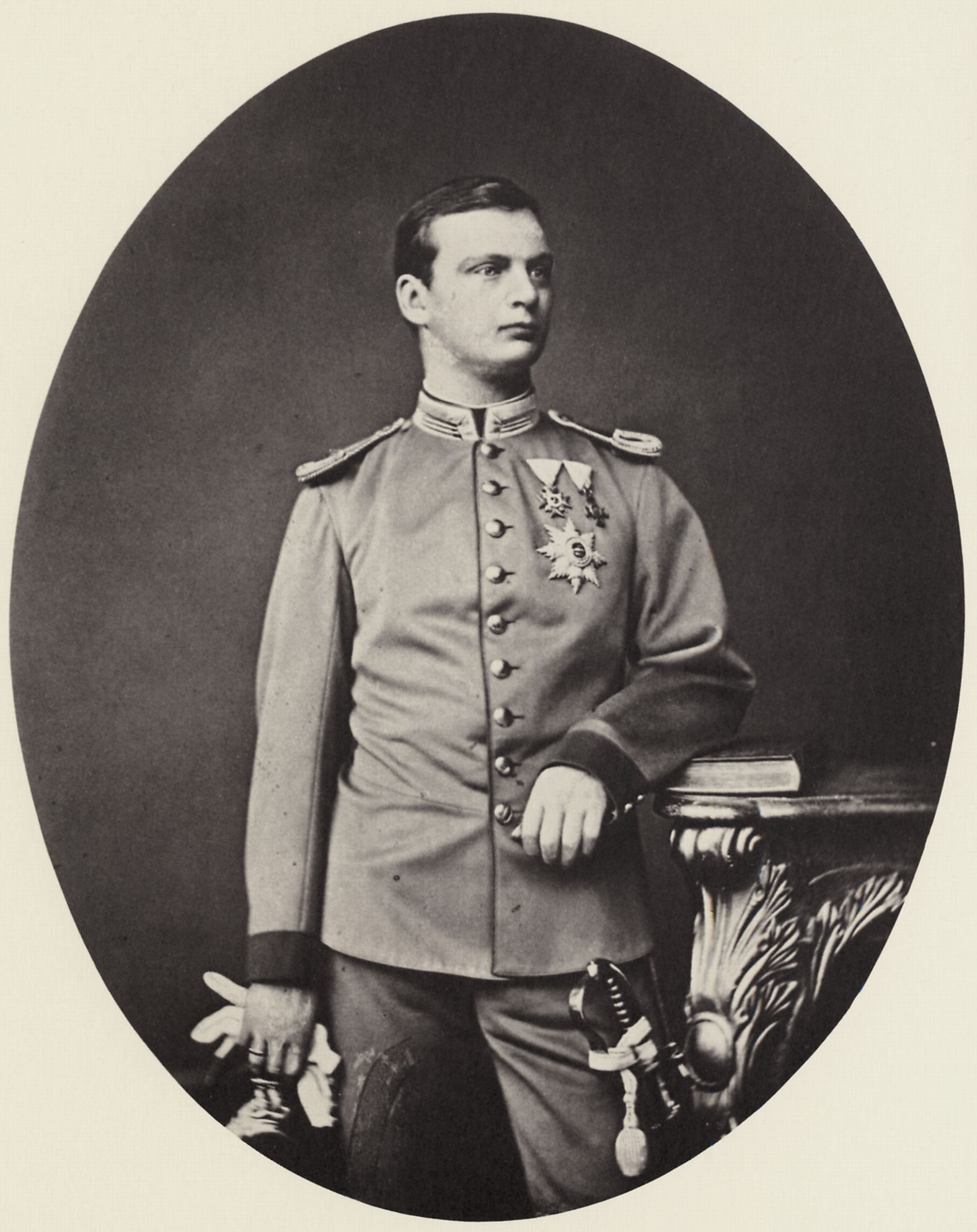
Ludovico, principe di Baviera.

Ludovico nacque il 7 gennaio 1845 a Monaco di Baviera, figlio del principe Luitpold e di Augusta Ferdinanda di Toscana; il principe bavarese apparteneva alla dinastia Wittelsbach, discendendo però per via materna anche dalle case d'Asburgo-Lorena, Borbone-Parma, delle Due Sicilie e Wettin. Al momento della sua nascita, il Principe era quinto in linea di successione al trono bavarese, su cui al tempo sedeva il nonno, Ludovico I. Nel 1848 il re abdicò e gli successe il figlio Massimiliano II.
Andò a vivere prima nel Residenz di Monaco per poi trasferirsi assieme alla famiglia nel Palazzo Leuchtenberg. All'età di 16 anni si arruolò nell'Esercito bavarese e ricevette dallo zio Massimiliano, re di Baviera, una commissione come luogotenente nel 6°  Jägerbattalion. Nel 1864, Ludwig iniziò a studiare filosofia, diritto, storia ed economia all’Università Ludwig Maximilian di Monaco, ma lasciò il tutto un anno dopo, nel 1865. Con lo scoppio della Guerra austro-prussiana, nel 1866, il Principe combatté a fianco della Baviera e dell'Impero austriaco. Durante il conflitto, fu colpito alla coscia nella Battaglia di Helmstedt.

### Matrimonio

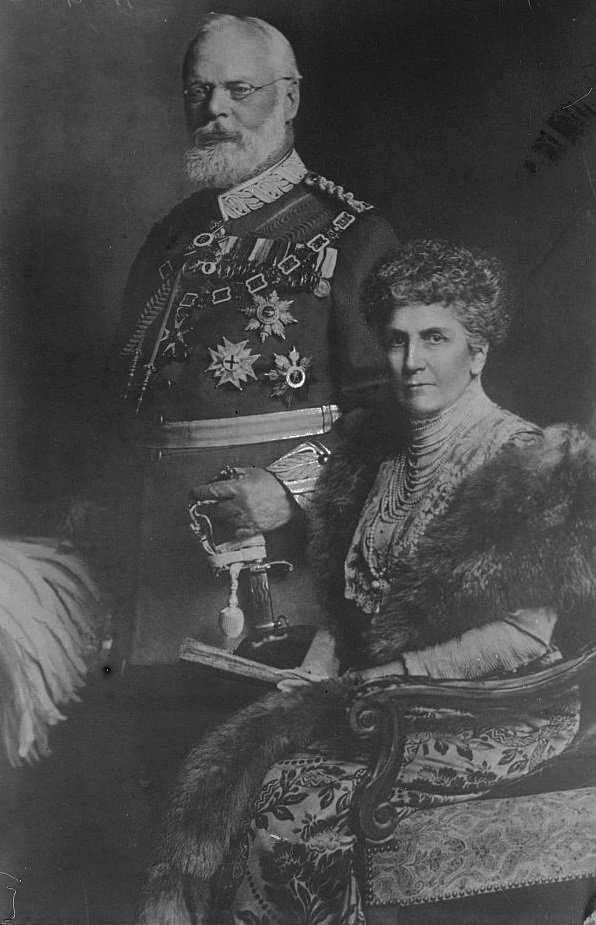
Ludovico III e Maria Teresa d'Este.

Ludovico sposò il 20 febbraio 1868 nella Chiesa di Sant'Agostino a Vienna, Maria Teresa d'Austria-Este, nipote del duca Francesco IV di Modena e Reggio. Il matrimonio si rivelò molto felice e portò tredici figli, il più anziano dei quali era il principe Rupprecht, che avrebbe poi combattuto per la sua rivendicazione al trono bavarese in seguito alla fine della monarchia. Dall'unione nacquero: Rupprecht, Adelgonda, Maria Ludovica Teresa, Carlo, Francesco, Matilde, Wolfgang, Ildegarda, Notburga, Wiltrude, Helmtrud, Dietlind, Gundelinda.
L’arciduchessa portò con sé una notevole fortuna nel matrimonio, consentendo a Ludwig di acquistare la tenuta di Leutstetten vicino alla città di Starnberg, a sud di Monaco. La tenuta fungeva da modello in cui venivano sistematicamente sperimentati nuovi metodi di coltivazione e di allevamento del bestiame ad alta resa. I contemporanei apprezzarono l'attività di Ludovico come riformatore agricolo:; il fatto che lo chiamassero "Millibauer" (agricoltore dei milli) conteneva certamente anche una leggera presa in giro nei confronti del monarca a volte rozzo. Tuttavia, il suo impegno per la modernizzazione tecnica si estese ben oltre l'agricoltura. Tra le altre cose, Ludovico promosse anche la costruzione di centrali idroelettriche e l'ampliamento del Canale Reno-Meno-Danubio.

### Re di Baviera

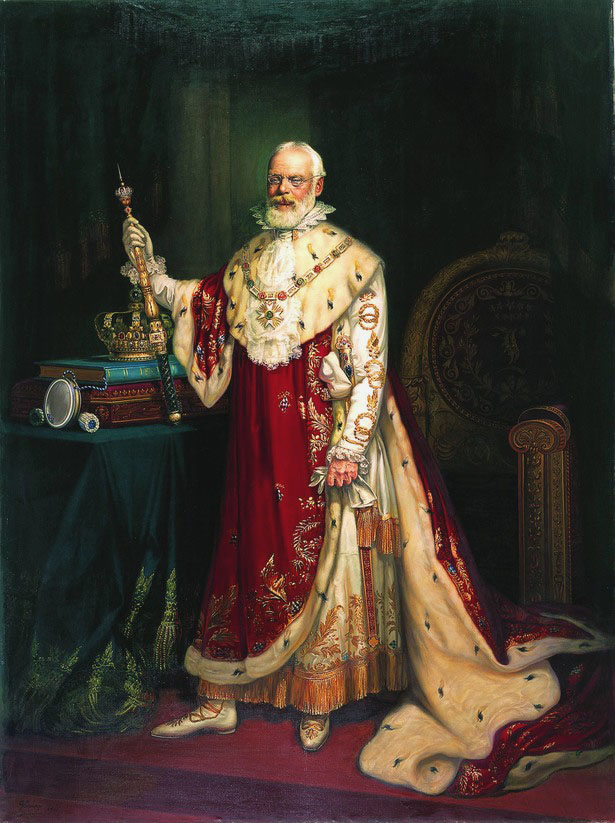
Ludovico III, re di Baviera con le vesti dell'incoronazione.

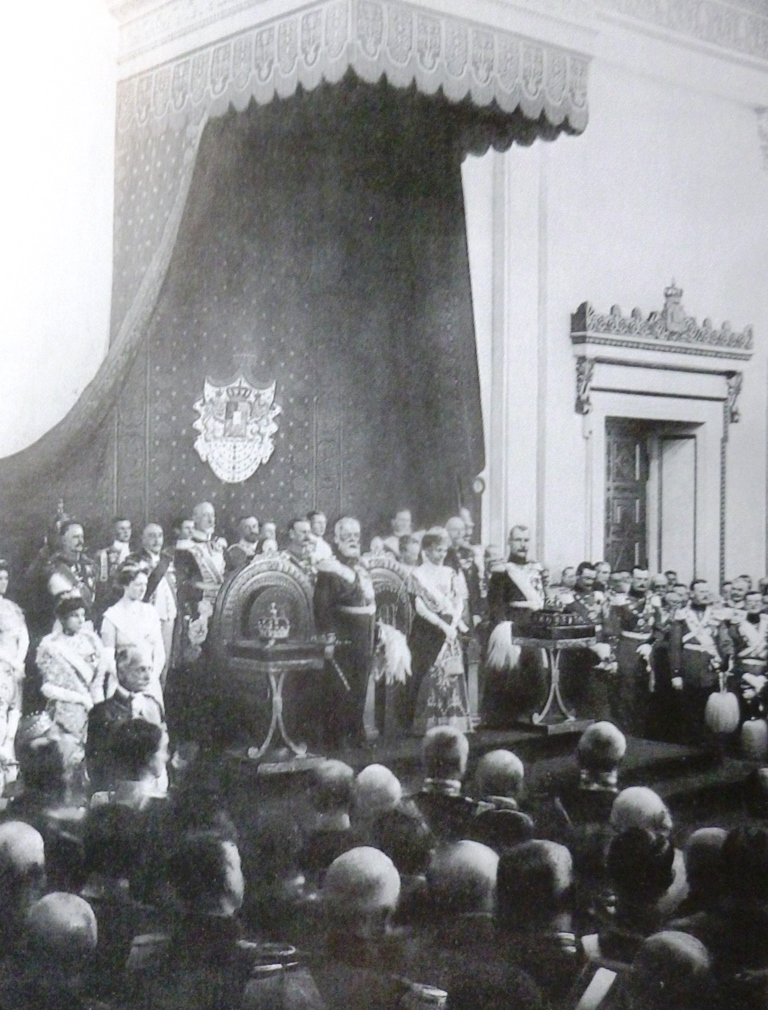
Giuramento del re Ludovico III.

Il 9 giugno 1886, re Ludovico II di Baviera, primo cugino di Ludwig, fu dichiarato non idoneo a regnare, venendo così successivamente deposto; a succedergli fu il fratello minore Ottone, che però, considerato anche lui non abile a regnare, fu affiancato da una Reggenza presidiata dal principe Luitpold. Ludwig divenne così l'erede della reggenza bavarese. Il padre governò per 26 anni fino alla sua morte, avvenuta il 12 dicembre 1912, quando il principe Ludwig divenne Principe reggente. Il 4 novembre 1913 il Parlamento bavarese presentò un emendamento che specificava che se una reggenza durava 10 anni, il Reggente assumeva il titolo ed il ruolo di Re di Baviera. Il giorno dopo Ludovico proclamò la fine della reggenza e, su ratifica da parte del Parlamento, ascese ufficialmente al trono bavarese come Ludovico III di Baviera, prestando giuramento l'8 novembre dello stesso anno.

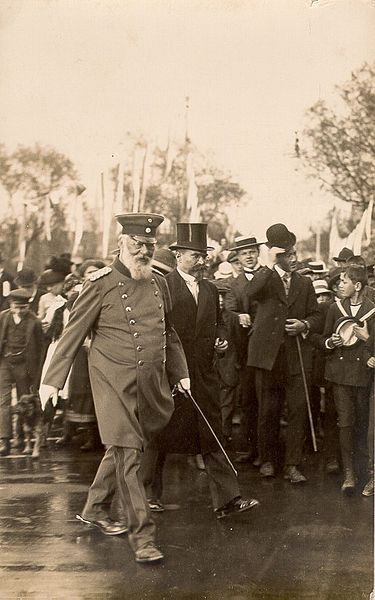
Re Ludovico III e von Breunig.

Il nuovo sovrano era principalmente interessato al miglioramento ed allo sviluppo dell'agricoltura e dei trasporti, continuando anche il tradizionale mecenatismo dei Wittelsbach nei confronti delle arti. Meno di un anno dopo scoppiò la Prima guerra mondiale; Ludovico III inviò immediatamente un messaggio al Kaiser Guglielmo II a Berlino, assicurando il sostegno della Baviera a fianco dell’Impero tedesco. Diversi giorni dopo fece sapere che in caso di vittoria, la Baviera avrebbe preteso l'accesso diretto al mare, conquistando parti del Belgio, fino ad Anversa. Poco dopo il Re ridusse le sue pretese su alcune zone dell'Alsazia. Non si trattava di un'ambizione personale di Ludovico III, ma della gran parte dei suoi sudditi che lo sostenevano in tali richieste. Re Ludovico non prese parte quasi mai nelle vicende bavaresi della Grande Guerra, opponendosi inoltre alla politica militare di Erich Ludendorff, di fatto Comandante dell'Esercito Imperiale della Germania.

### Caduta della monarchia

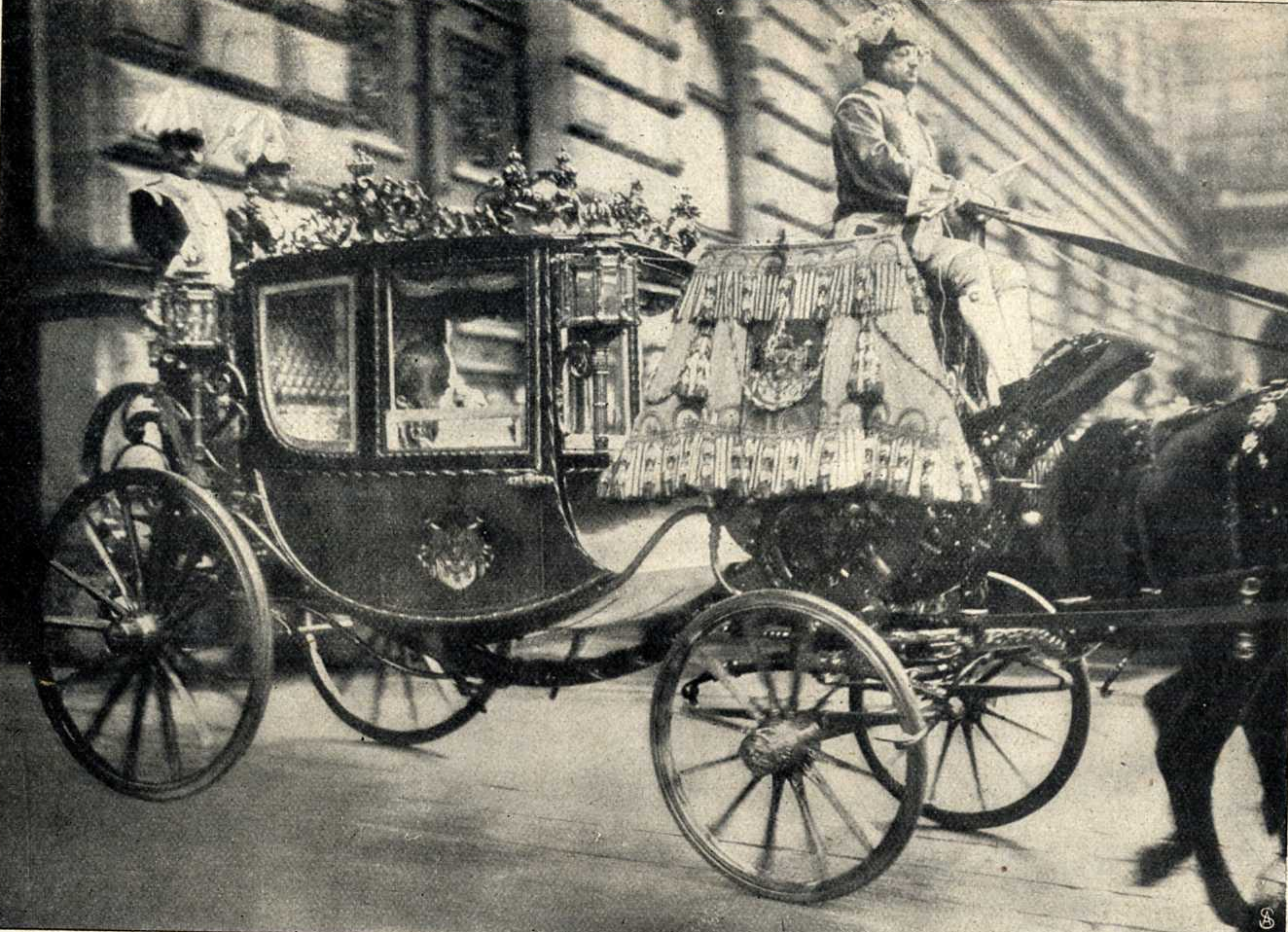
Ludovico III in carrozza reale.

Con il protrarsi della guerra, re Ludovico divenne sempre più impopolare. Il 28 gennaio 1918 ci fu una protesta generale contro la guerra in tutta la Baviera, la prima che si verificò. Quando il conflitto mondiale finì, la rivoluzione tedesca scoppiò in tutto l’I impero tedesco, compresa la Baviera, tra il 1918 ed il 1919. Il 12 novembre 1918, re Ludovico emise la dichiarazione Anif (Anifer Erklärung) dal Castello di Anif in Austria, dove si era rifugiato il 7 novembre. Il documento liberò tutti coloro che gli avevano giurato fedeltà, inclusi soldati, funzionari governativi e funzionari pubblici. Ludovico III di Baviera fu deposto il 13 novembre 1918, sotto il Governo repubblicano di Kurt Eisner, ponendo così ufficialmente fine alla monarchia bavarese e con essa il dominio dei Wittelsbach sulla nazione, dopo 738 anni.

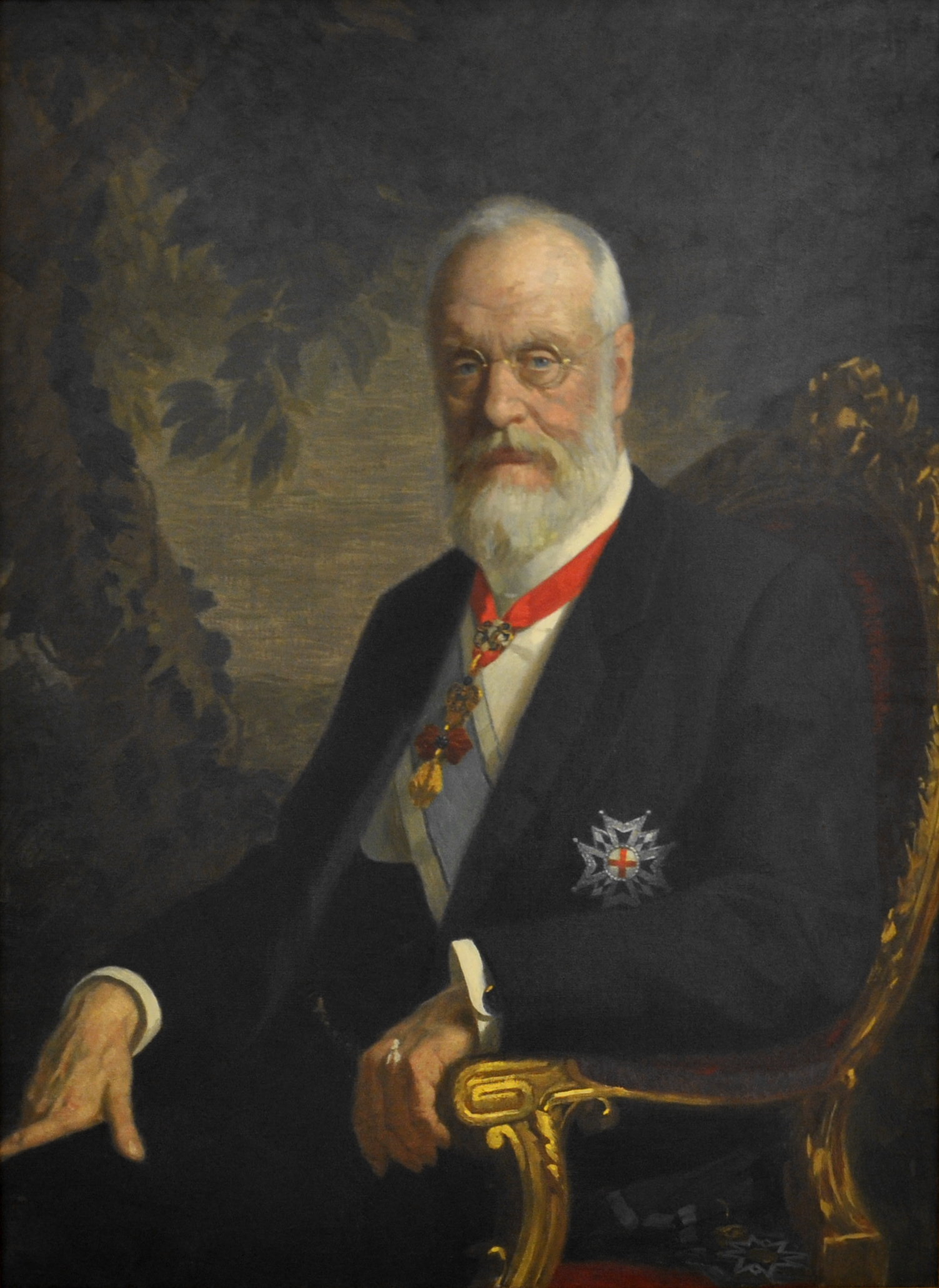
Re Ludovico di Baviera, nel 1917.

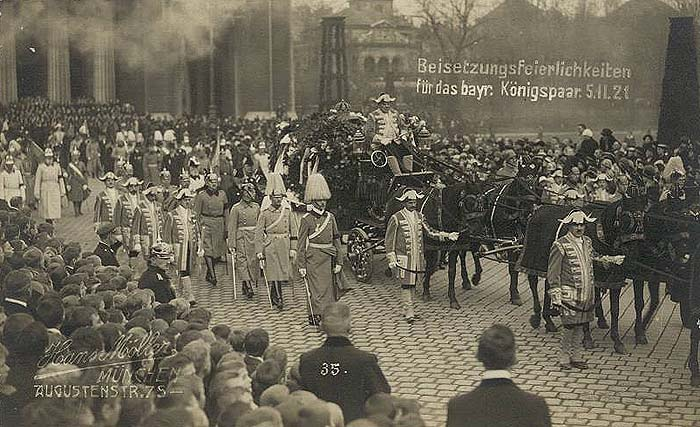
Funerali di Ludovico III di Baviera.

Ludwig tornò poco dopo in Baviera dove sua moglie, Maria Teresa, morì il 3 febbraio 1919 nel Castello di Wildenwart. Il Premier Eisner fu assassinato e, temendo che potesse diventare l’obiettivo di un contro-assassinio, Ludwig fuggì in Ungheria, trasferendosi in seguito in Liechtenstein e poi in Svizzera. Ritornò in patria nell’aprile 1920 quando sentì che il pericolo immediato era passato, vivendo nella tenuta di Wildenwart. Nel settembre 1921, Ludwig si recò nella sua dimora di Nádasdy, a Sárvár. Ludovico III, ultimo re di Baviera e ultimo sovrano della casa di Wittelsbach, morì in Ungheria il 18 ottobre 1921. Il suo corpo fu riportato a Monaco il 5 novembre 1921 e, nonostante i timori di un movimento per restaurare la monarchia, si tenne un funerale di Stato con circa 100.000 spettatori. Fu sepolto nella Frauenkirche nel centro della città.

## Discendenza
Ludovico di Baviera e Maria Teresa Enrichetta d'Asburgo-Este ebbero tredici figli:
- Rupprecht (1869-1955);
- Adelgonda (1870-1958), sposò Guglielmo di Hohenzollern-Sigmaringen (1864-1927);
- Maria Ludovica Teresa (1872-1954), sposò Ferdinando Pio di Borbone-Due Sicilie duca di Calabria (1869-1960);
- Carlo (1874-1927);
- Franz Maria Luitpold (1875-1957), sposò Isabella Antonia von Croÿ;
- Matilde (1877-1906), sposò il principe Luigi Gastone di Sassonia-Coburgo-Koháry;
- Wolfgang (1879-1895);
- Ildegarda (1881-1948);
- Notburga (1883);
- Wiltrude (1884-1975), sposò Mindaugas II di Lituania (1864-1928);
- Helmtrud (1886-1977);
- Dietlind (1888-1889);
- Gundelinda (1891-1983), sposò il conte Johann Georg von Preysing-Lichtenegg-Moos (1887-1924).

## Ascendenza
|                                     |                           |                                         | Genitori                                               |  |  | Nonni |  |  | Bisnonni                           |  |  | Trisnonni                                  |  |
|                                     |                           |                                         |                                                        |  |  |       |  |  | Massimiliano I Giuseppe di Baviera |  |  | Federico Michele di Zweibrücken-Birkenfeld |  |
|                                     |                           |                                         |                                                        |  |  |       |  |  | Massimiliano I Giuseppe di Baviera |  |  | Federico Michele di Zweibrücken-Birkenfeld |  |
|                                     |                           | Maria Francesca del Palatinato-Sulzbach |                                                        |  |  |       |  |  | Massimiliano I Giuseppe di Baviera |  |  |                                            |  |
| Ludovico I di Baviera               |                           |                                         |                                                        |  |  |       |  |  | Massimiliano I Giuseppe di Baviera |  |  |                                            |  |
|                                     |                           | Augusta Guglielmina d'Assia-Darmstadt   | Giorgio Guglielmo d'Assia-Darmstadt                    |  |  |       |  |  |                                    |  |  |                                            |  |
|                                     |                           | Augusta Guglielmina d'Assia-Darmstadt   | Giorgio Guglielmo d'Assia-Darmstadt                    |  |  |       |  |  |                                    |  |  |                                            |  |
|                                     |                           | Augusta Guglielmina d'Assia-Darmstadt   | Maria Luisa Albertina di Leiningen-Dagsburg-Falkenburg |  |  |       |  |  |                                    |  |  |                                            |  |
| Luitpold di Baviera                 |                           | Augusta Guglielmina d'Assia-Darmstadt   |                                                        |  |  |       |  |  |                                    |  |  |                                            |  |
|                                     |                           | Federico di Sassonia-Altenburg          | Ernesto Federico III di Sassonia-Hildburghausen        |  |  |       |  |  |                                    |  |  |                                            |  |
|                                     |                           | Federico di Sassonia-Altenburg          | Ernesto Federico III di Sassonia-Hildburghausen        |  |  |       |  |  |                                    |  |  |                                            |  |
|                                     |                           | Federico di Sassonia-Altenburg          | Ernestina Augusta di Sassonia-Weimar                   |  |  |       |  |  |                                    |  |  |                                            |  |
| Teresa di Sassonia-Hildburghausen   |                           | Federico di Sassonia-Altenburg          |                                                        |  |  |       |  |  |                                    |  |  |                                            |  |
|                                     |                           | Carlotta di Meclemburgo-Strelitz        | Carlo II di Meclemburgo-Strelitz                       |  |  |       |  |  |                                    |  |  |                                            |  |
|                                     |                           | Carlotta di Meclemburgo-Strelitz        | Carlo II di Meclemburgo-Strelitz                       |  |  |       |  |  |                                    |  |  |                                            |  |
|                                     |                           | Carlotta di Meclemburgo-Strelitz        | Federica d'Assia-Darmstadt                             |  |  |       |  |  |                                    |  |  |                                            |  |
| Ludovico III di Baviera             |                           | Carlotta di Meclemburgo-Strelitz        |                                                        |  |  |       |  |  |                                    |  |  |                                            |  |
|                                     | Ferdinando III di Toscana | Leopoldo II d'Asburgo-Lorena            |                                                        |  |  |       |  |  |                                    |  |  |                                            |  |
|                                     | Ferdinando III di Toscana | Leopoldo II d'Asburgo-Lorena            |                                                        |  |  |       |  |  |                                    |  |  |                                            |  |
|                                     | Ferdinando III di Toscana | Maria Luisa di Borbone-Spagna           |                                                        |  |  |       |  |  |                                    |  |  |                                            |  |
| Leopoldo II di Toscana              | Ferdinando III di Toscana |                                         |                                                        |  |  |       |  |  |                                    |  |  |                                            |  |
|                                     |                           | Luisa Maria Amalia di Borbone-Napoli    | Ferdinando I delle Due Sicilie                         |  |  |       |  |  |                                    |  |  |                                            |  |
|                                     |                           | Luisa Maria Amalia di Borbone-Napoli    | Ferdinando I delle Due Sicilie                         |  |  |       |  |  |                                    |  |  |                                            |  |
|                                     |                           | Luisa Maria Amalia di Borbone-Napoli    | Maria Carolina d'Asburgo-Lorena                        |  |  |       |  |  |                                    |  |  |                                            |  |
| Augusta Ferdinanda d'Asburgo-Lorena |                           | Luisa Maria Amalia di Borbone-Napoli    |                                                        |  |  |       |  |  |                                    |  |  |                                            |  |
|                                     |                           | Massimiliano di Sassonia                | Federico Cristiano di Sassonia                         |  |  |       |  |  |                                    |  |  |                                            |  |
|                                     |                           | Massimiliano di Sassonia                | Federico Cristiano di Sassonia                         |  |  |       |  |  |                                    |  |  |                                            |  |
|                                     |                           | Massimiliano di Sassonia                | Maria Antonia di Baviera                               |  |  |       |  |  |                                    |  |  |                                            |  |
| Maria Anna Carolina di Sassonia     |                           | Massimiliano di Sassonia                |                                                        |  |  |       |  |  |                                    |  |  |                                            |  |
|                                     |                           | Carolina di Borbone-Parma               | Ferdinando I di Parma                                  |  |  |       |  |  |                                    |  |  |                                            |  |
|                                     |                           | Carolina di Borbone-Parma               | Ferdinando I di Parma                                  |  |  |       |  |  |                                    |  |  |                                            |  |
|                                     |                           | Carolina di Borbone-Parma               | Maria Amalia d'Asburgo-Lorena                          |  |  |       |  |  |                                    |  |  |                                            |  |
|                                     |                           | Carolina di Borbone-Parma               |                                                        |  |  |       |  |  |                                    |  |  |                                            |  |